# Eurocopa 2028
La Eurocopa de fútbol 2028 o Euro 2028 será la decimoctava edición del torneo europeo de selecciones nacionales pertenecientes a la UEFA.
El 10 de octubre del 2023, la UEFA, designó oficialmente a las federaciones de Escocia, Gales, Inglaterra, Irlanda del Norte (Reino Unido) y la República de Irlanda como las sedes oficiales. El torneo está programado para jugarse en junio y julio de 2028.

## Elección del país anfitrión
Los países deben presentar una oferta con 10 estadios con estas características: uno debe tener 60 000 asientos; uno (preferiblemente dos) debe tener 50 000 asientos; cuatro deben tener 40 000 asientos; y tres deben tener 30 000 asientos.

### Proceso inicial
El 16 de diciembre de 2021, el Comité Ejecutivo de la UEFA anunció que el proceso de licitación se llevaría a cabo en paralelo con el de la Eurocopa 2032. Los postores interesados pueden ofertar por cualquiera de los torneos.  El cronograma de licitación es el siguiente: 
- 27 de septiembre de 2021: Solicitudes formalmente enviadas.
- 23 de marzo de 2022: Fecha límite para registrar la intención de candidatura.
- 30 de marzo de 2022: Se ponen a disposición de los licitadores los requisitos de la licitación.
- 5 de abril de 2022: Anuncio de licitadores.
- 28 de abril de 2022: Taller de apertura de licitadores.
- 12 de octubre de 2022: Presentación preliminar del expediente de la candidatura.
- 12 de abril de 2023: Presentación definitiva de la candidatura.
- 10 de octubre de 2023: Presentación de candidaturas y anuncio de la sede.

La UEFA recibió tres declaraciones de interés para albergar el torneo (una que luego se consideró no elegible) antes de la fecha límite del 23 de marzo de 2022.

### Candidaturas confirmadas
- Reino Unido e Irlanda: el 7 de febrero de 2022, las asociaciones de fútbol de Inglaterra, Irlanda del Norte, Escocia, Gales y la República de Irlanda anunciaron una candidatura conjunta. Inglaterra fue sede del torneo en 1996 y se jugaron doce partidos de la  Euro 2020 en Londres y Glasgow.[7]
- Turquía: el 23 de marzo, la Federación Turca de Fútbol confirmó que había presentado una solicitud para albergar la Eurocopa 2028 o la Eurocopa 2032.[8][6]

### Candidaturas descartadas
- Italia: en febrero de 2019, el presidente de la Federación Italiana de Fútbol Gabriele Gravina le dijo a Sky Sport Italia que la federación estaba considerando presentar una candidatura.[9] La candidatura fue propuesta nuevamente por Gravina unos días después de la victoria de Italia en la Eurocopa 2020.[10] En febrero de 2022, la federación italiana anunció que presentaría una oferta para la Eurocopa 2032, en lugar de 2028, ya que les daría más tiempo para remodelar las instalaciones.[11]

### Candidaturas rechazadas
- Rusia: también el 23 de marzo, Rusia anunció su candidatura, a pesar de las prohibiciones actuales de la UEFA sobre la participación de clubes rusos y de la selección rusa debido a la invasión de Ucrania.[12] El 2 de mayo de 2022, la UEFA declaró no elegibles las candidaturas de 2028 y 2032.[13][14]

## Organización

### Sedes
El 12 de abril de 2023, se revelaron los diez estadios anfitriones, y la UEFA confirmó la lista el 10 de octubre de 2023.
En septiembre de 2024 la lista de sedes fue modificada tras la eliminación de Casement Park, el estadio que albergaría los partidos en Belfast, debido a que el gobierno británico anunció que no otorgaría fondos para la reconstrucción del recinto norirlandés, ante la inexistencia de otro estadio adecuado a los requerimientos de la UEFA se determinó cambiar de sede los partidos que tendrían lugar en Belfast.La organización no ha confirmado si se nombrará una nueva sede o si los partidos destinados a Belfast serán repartidos en otras de las ciudades que habían sido designadas.
| Londres                                   | Londres                                                                  | Cardiff                                                                  | Mánchester                                |
| ----------------------------------------- | ------------------------------------------------------------------------ | ------------------------------------------------------------------------ | ----------------------------------------- |
| Estadio de Wembley                        | Tottenham Hotspur Stadium                                                | Millennium Stadium                                                       | Estadio Ciudad de Mánchester              |
| Capacidad: 90 652                         | Capacidad: 62 322                                                        | Capacidad: 73 952                                                        | Capacidad: 61 000 (tras reforma en curso) |
|                                           |                                                                          |                                                                          |                                           |
| Liverpool                                 | Londres Cardiff Mánchester Liverpool Newcastle Birmingham Glasgow Dublín | Londres Cardiff Mánchester Liverpool Newcastle Birmingham Glasgow Dublín | Newcastle                                 |
| Everton Stadium                           | Londres Cardiff Mánchester Liverpool Newcastle Birmingham Glasgow Dublín | Londres Cardiff Mánchester Liverpool Newcastle Birmingham Glasgow Dublín | St James' Park                            |
| Capacidad: 52 679                         | Londres Cardiff Mánchester Liverpool Newcastle Birmingham Glasgow Dublín | Londres Cardiff Mánchester Liverpool Newcastle Birmingham Glasgow Dublín | Capacidad: 52 305                         |
|                                           | Londres Cardiff Mánchester Liverpool Newcastle Birmingham Glasgow Dublín | Londres Cardiff Mánchester Liverpool Newcastle Birmingham Glasgow Dublín |                                           |
| Birmingham                                | Glasgow                                                                  | Dublín                                                                   |                                           |
| Villa Park                                | Hampden Park                                                             | Dublín Arena                                                             | O’Donnel Park                             |
| Capacidad: 52 190 (tras reforma en curso) | Capacidad: 52 032                                                        | Capacidad: 51 711                                                        | Capacidad: 52 112                         |
|                                           |                                                                          |                                                                          |                                           |

### Estadio de Irlanda del Norte
La inclusión del Casement Park en lugar de Windsor Park como sede de Irlanda del Norte provocó protestas unionistas, debido a que Casement Park no está disponible actualmente debido a trabajos de remodelación. Windsor Park, sin embargo, no tiene capacidad suficiente para cumplir con las reglas de la UEFA para albergar partidos del Campeonato de Europa, lo que llevó a la selección de Casement Park. Windsor Park, el estadio nacional de fútbol de Irlanda del Norte, está situado en una zona mayoritariamente unionista, mientras que Casement Park, el estadio de hurling y fútbol gaélico de Belfast, en una zona mayoritariamente nacionalista. El estadio lleva el nombre de Sir Roger Casement, un diplomático británico que fue ahorcado en 1916 por su papel en el Alzamiento de Pascua.
Finalmente en septiembre de 2024 la sede de Irlanda del Norte fue eliminada debido a problemas del presupuesto destinado para la reconstrucción del Casement Park, lo que terminó con la polémica.

## Equipos participantes
Según las normas de candidatura de la UEFA, la clasificación automática de los anfitriones sólo puede garantizarse para un máximo de dos federaciones anfitrionas. Por lo tanto, no está claro qué equipos anfitriones pueden clasificarse automáticamente. Un plan que se está considerando es que los cinco equipos anfitriones puedan ingresar a la clasificación, con dos lugares automáticos reservados para un anfitrión que no se clasifique. Si tres o más equipos anfitriones no se clasifican, los lugares se otorgarán a los anfitriones con mejor desempeño que no avanzaron. Se llevará a cabo un torneo clasificatorio para determinar la mayoría de los equipos participantes.
El formato de clasificación revisado fue confirmado por el Comité Ejecutivo de la UEFA durante su reunión en Nyon, Suiza, el 25 de enero de 2023. El formato de clasificación fue modificado con respecto al ciclo anterior. La fase de grupos de clasificación contará con doce grupos de cuatro o cinco equipos. El ganador de cada grupo se clasificará para el Campeonato de Europa, mientras que los segundos ubicados se clasificarán directamente o participarán en partidos de repesca. Los cinco países anfitriones participarán en el proceso de clasificación.
En cursiva los países debutantes en la competición.
| Equipos participantes | Equipos participantes | Equipos participantes | Equipos participantes |
| --------------------- | --------------------- | --------------------- | --------------------- |

## Derechos de radiodifusión

### UEFA
| Territorio           | Transmisión                   | Ref.                 |
| -------------------- | ----------------------------- | -------------------- |
| Armenia              | Armenia TV                    | [ 27 ]               |
| Austria              | ServusTV                      | [ 28 ]               |
| Bélgica              | Ver lista - RTBF - VRT        | [ 29 ] [ 30 ]        |
| Bosnia y Herzegovina | BHRT                          | [ 27 ]               |
| Bulgaria             | Nova                          | [ 31 ]               |
| Croacia              | HRT                           | [ 32 ]               |
| Chipre               | CyBC                          | [ 33 ]               |
| República Checa      | Ver lista - ČT - FTV Prima    | [ 34 ]               |
| Dinamarca            | Ver lista - DR - TV 2         | [ 35 ] [ 36 ]        |
| Estonia              | Postimees                     | [ 37 ]               |
| Finlandia            | Yle                           | [ 38 ] [ 39 ]        |
| Francia              | Ver lista - TF1 - beIN Sports | [ 40 ] [ 41 ]        |
| Georgia              | GPB                           | [ 27 ]               |
| Alemania             | Ver lista - ARD - ZDF         | [ 42 ]               |
| Grecia               | ERT                           | [ 43 ] [ 44 ]        |
| Hungría              | MTVA                          | [ 45 ]               |
| Islandia             | RÚV                           | [ 46 ]               |
| Irlanda              | RTÉ                           | [ 27 ]               |
| Israel               | Charlton                      | [ 27 ]               |
| Kosovo               | Artmotion                     | [ 47 ]               |
| Liechtenstein        | SRG SSR                       | [ 48 ]               |
| Malta                | PBS                           | [ 27 ]               |
| Moldavia             | TRM                           | [ 49 ]               |
| Montenegro           | Arena Sport                   | [ 27 ]               |
| Países Bajos         | NOS                           | [ 50 ]               |
| Macedonia del Norte  | Arena Sport                   | [ 27 ]               |
| Noruega              | Ver lista - NRK - TV 2        | [ 51 ] [ 52 ]        |
| Polonia              | TVP                           | [ 53 ]               |
| Rumania              | Pro TV                        | [ 54 ]               |
| Serbia               | Ver lista - RTS - Arena Sport | [ 27 ] [ 55 ]        |
| Eslovaquia           | TV Markíza                    | [ 56 ] [ 57 ]        |
| Eslovenia            | Ver lista - RTV - Sport Klub  | [ 27 ]               |
| España               | RTVE                          | [ 58 ]               |
| Suecia               | Ver lista - SVT - TV4         | [ 59 ] [ 60 ] [ 61 ] |
| Suiza                | SRG SSR                       | [ 48 ]               |
| Reino Unido          | Ver lista - BBC - ITV         | [ 62 ]               |

### Resto del mundo
| Territorio          | Transmisión                                         | Ref.                 |
| ------------------- | --------------------------------------------------- | -------------------- |
| Canadá              | TVA Sports                                          | [ 63 ]               |
| Caribe              | C Sport                                             | [ 64 ]               |
| Centroamérica       | ESPN                                                | [ 27 ] [ 65 ]        |
| China               | iQIYI                                               | [ 27 ]               |
| India               | Sony Sports Network                                 | [ 66 ]               |
| Indonesia           | MNC Media                                           | [ 67 ]               |
| Nueva Zelanda       | TVNZ                                                | [ 68 ]               |
| Islas del Pacífico  | Digicel                                             | [ 27 ]               |
| Sudamérica          | ESPN                                                | [ 27 ] [ 65 ]        |
| Corea del Sur       | CJ ENM                                              | [ 27 ]               |
| África Subsahariana | New World TV                                        | [ 69 ] [ 70 ]        |
| México              | Ver lista - TUDN - Izzi - Sky Sports                | [ 71 ]               |
| Estados Unidos      | Ver lista - Fox Sports - FuboTV - TelevisaUnivision | [ 72 ] [ 73 ] [ 74 ] |